# Анна Пелова
Анна Пелова е български писател и политик. Автор на романа „Утайката на чая“, финалист в конкурса за нов български роман на издателство „Сиела“. Съавтор на книгата „Селата в България. Посоки за туризъм и култура“ и автор на статии свързани с пътешествия. През 2013, на 24 години, е избрана за съпредседател на Зелените, с което става най-младият политик, заемащ пост от такъв ранг в България.

## Ранни години
Родена е през септември 1989 г. в София. Следва в Лондон, където през 2011 г. завършва висшето си образование в Университет по изкуствата – Лондон (Лондонски колеж по комуникации) със специалност „Креативна рекламна стратегия“. След това работи за рекламни агенции, пътувайки между Лондон, Сан Франциско и Маракеш. В края на 2013 г. се завръща в България. Анна е член на Менса България с коефициент на интелигентност 154.

## Творчество
Първият ѝ роман, „Утайката на чая“, става финалист в конкурса за нов български роман на издателство „Сиела“ през 2014 година. Това е първото ѝ литературно признание.
Дебютът си като издаден писател Анна Пелова прави през 2015 година, когато излиза книгата „Селата в България. Посоки за туризъм и култура“, на която тя е съавтор. Книгата описва българските села и традиции, като се фокусира върху селския туризъм и зелените алтернативи. Част от книгата са и пет кратки истории, описващи преживявания по време на пътешествията.
Анна е активен журналист-пътешественик и автор на статии за пътуване в чужди и български медии. Международно тя е известна с работата си за англоезичната медия Matador Network, където често пише за особеностите на България от гледната точка на чужди туристи.

## Политическа дейност
През 2012 г. създава „Правилно хранене“ – инициатива за популяризирането на превантивното здраве сред българското общество Година по-късно Анна е избрана за съпредседател на партия Зелените. Постът заема до декември месец 2015 година, когато не се кандидатира наново и бива избрана в Националния съвет на партията.